# Jason Robards Sr.
Jason Nelson Robards (Hillsdale, 31 dicembre 1892 – Sherman Oaks, 4 aprile 1963) è stato un attore statunitense, attivo sul grande schermo, a teatro e in televisione.
Recitò in ruoli da protagonista soprattutto nell'epoca del muto, spesso come rustico e onesto uomo di campagna. Con l'avvento del sonoro passò a ruoli di caratterista, quasi sempre come villain, chiudendo la carriera in alcune serie televisive.
È il capostipite di una famiglia di attori che comprende il figlio Jason Robards Jr., vincitore del premio Oscar nel 1977 e nel 1978, e i nipoti Jason Robards III e Sam Robards.

## Biografia
Jason Nelson Robards nacque in una fattoria di Hillsdale (Michigan) il 31 dicembre 1892 da Elizabeth Loomis, insegnante, e Frank P. Robards Sr., agricoltore e ispettore postale nonché organizzatore della campagna presidenziale di Theodore Roosevelt nel Michigan nel 1912.
Cresciuto a Chicago, frequentò l'Accademia americana di arti drammatiche iniziando come attore teatrale nel 1918 con il dramma Lightnin' di Winchell Smith e Frank Bacon.
Il primo ruolo cinematografico fu quello di Frank Thompson in The Gilded Lily di Robert Z. Leonard nel 1921, a cui seguirono oltre 120 film tra cui Il cavaliere della libertà di David W. Griffith (1930), in cui interpretò il ruolo di William Herndon, Il vampiro dell'isola (1945) e Manicomio (1946), entrambi diretti da Mark Robson e con Boris Karloff come protagonista, e il noir Morirai a mezzanotte di Anthony Mann (1947). In quasi tutte le pellicole fu accreditato semplicemente come Jason Robards, tranne nell'ultima parte della carriera che coincise con l'inizio di quella del figlio Jason Robards Jr..
A questi vanno aggiunti oltre 90 film nei quali Jason Robards Sr. non venne accreditato, tra i quali La vedova allegra di Ernst Lubitsch (1934), I crociati di Cecil B. DeMille (1935), Gli ultimi giorni di Pompei di Ernest B. Schoedsack (1935), Il conquistatore del Messico di William Dieterle (1939) e Perfido inganno di Robert Wise (1939).
Per quasi tutti gli anni cinquanta rimase assente dal grande schermo a causa di un'infezione agli occhi che lo costrinse all'inattività fino al 1957, quando tornò sulle scene per dedicarsi prevalentemente a produzioni televisive. L'ultimo ruolo cinematografico fu quello del giudice Tom Parker nel film con Elvis Presley Paese selvaggio (1961).

## Vita privata
È stato sposato dal 1914 al 1927 con Hope Maxine Glanville dalla quale ha avuto due figli, Jason jr e Glenn, e dal 1929 fino al giorno della sua morte con Agnes Lynch, dalla quale ha avuto la figlia Laura.
È sepolto nel Forest Lawn Memorial Park di Hollywood Hills a Los Angeles.

## Filmografia

### Cortometraggi
- The Death Ship, regia di Joseph Jackson (1928)
- A Bird in the Hand, regia di Walter Graham (1929)
- Trifles, regia di Bryan Foy (1930)
- Trapped, regia di Kurt Neumann (1931)
- The Super Snooper, regia di Harry Edwards (1934)
- Let's Go Stepping, regia di Hal Yates (1945)
- It Shouldn't Happen to a Dog, regia di Hal Yates (1945)
- What, No Cigarettes?, regia di Hal Yates (1945)
- Twin Husbands, regia di Hal Yates (1946)
- I'll Take Milk, regia di Hal Yates (1946)
- I'll Build It Myself, regia di Hal Yates (1946)
- Do or Diet, regia di Hal Yates (1947)

### Lungometraggi
- Quella che vi ama (The Gilded Lily), regia di Robert Z. Leonard (1921)
- The Land of Hope, regia di Edward H. Griffith (1921)
- Stella Maris, regia di Charles Brabin (1925)
- The Cohens and Kellys, regia di Harry A. Pollard (1926)
- Footloose Widows, regia di Roy Del Ruth (1926)
- The Third Degree, regia di Michael Curtiz (1926)
- Hills of Kentucky, regia di Howard Bretherton (1927)
- White Flannels, regia di Lloyd Bacon (1927)
- Tracked by the Police, regia di Ray Enright (1927)
- Irish Hearts, regia di Byron Haskin (1927)
- The Heart of Maryland, regia di Lloyd Bacon (1927)
- Jaws of Steel, regia di Ray Enright (1927)
- Polly of the Movies, regia di Scott Pembroke (1927)
- Wild Geese, regia di Phil Goldstone (1927)
- Streets of Shanghai, regia di Louis J. Gasnier (1927)
- Casey Jones, regia di Charles J. Hunt (1927)
- Sotto processo (On Trial), regia di Archie Mayo (1928)
- Some Mother's Boy, regia di Duke Worne (1929)
- Trial Marriage, regia di Erle C. Kenton (1929)
- Aquilotti (The Flying Marine), regia di Albert S. Rogell (1929)
- The Gamblers, regia di Michael Curtiz (1929)
- Nel Mar dei Sargassi (The Isle of Lost Ships), regia di Irvin Willat (1929)
- Parigi (Paris), regia di Clarence G. Badger (1929)
- Peacock Alley, regia di Marcel De Sano (1930)
- The Last Dance, regia di Scott Pembroke (1930)
- Crazy That Way, regia di Hamilton MacFadden (1930)
- Sisters, regia di James Flood (1930)
- Il cavaliere della libertà (Abraham Lincoln), regia di D.W. Griffith (1930)
- The Jazz Cinderella, regia di Scott Pembroke (1930)
- Lightnin', regia di Henry King (1930)
- La crociera del delitto (Charlie Chan Carries On), regia di Hamilton MacFadden (1931)
- Subway Express, regia di Fred C. Newmeyer (1931)
- Salvation Nell, regia di James Cruze (1931)
- Ex-Bad Boy, regia di Vin Moore (1931)
- Caught Plastered, regia di William A. Seiter (1931)
- The Law of the Tong, regia di Lewis D. Collins (1931)
- Discarded Lovers, regia di Fred C. Newmeyer (1932)
- Docks of San Francisco, regia di George B. Seitz (1932)
- Unholy Love, regia di Albert Ray (1932)
- Klondike, regia di Phil Rosen (1932)
- White Eagle, regia di Lambert Hillyer (1932)
- Slightly Married, regia di Richard Thorpe (1932)
- L'orgoglio della legione (Pride of the Legion), regia di Ford Beebe (1932)
- I conquistatori (The Conquerors), regia di William A. Wellman (1932)
- A Strange Adventure, regia di Phil Whitman (1932)
- Damaged Lives, regia di Edgar G. Ulmer (1933)
- Corruption, regia di Charles E. Roberts (1933)
- Dance Hall Hostess, regia di B. Reeves Eason (1933)
- The Devil's Mate, regia di Phil Rosen (1933)
- Ship of Wanted Men, regia di Lewis D. Collins (1933)
- La maniera di amare (The Way to Love), regia di Norman Taurog (1933)
- Carnival Lady, regia di Howard Higgin (1933)
- Public Stenographer, regia di Lewis D. Collins (1934)
- Woman Unafraid, regia di William J. Cowen (1934)
- The Woman Condemned, regia di Dorothy Davenport (1934)
- Burn 'Em Up Barnes, regia di Colbert Clark e Armand Schaefer (1934)
- Take the Stand, regia di Phil Rosen (1934)
- Alba di sangue (Crimson Romance), regia di David Howard (1934)
- The President Vanishes, regia di William A. Wellman (1934)
- Strettamente confidenziale (Broadway Bill), regia di Frank Capra (1934)
- The Miracle Rider, regia di B. Reeves Eason e Armand Schaefer (1935)
- Rivalità senza rivali (Ladies Crave Excitement), regia di Nick Grinde (1935)
- The Fighting Marines, regia di B. Reeves Eason e Joseph Kane (1935)
- The Luckiest Girl in the World, regia di Edward Buzzell (1936)
- Sweetheart of the Navy, regia di Duncan Mansfield (1937)
- Clipped Wings, regia di Stuart Paton (1937)
- Flight to Fame, regia di Charles C. Coleman (1938)
- Cipher Bureau, regia di Charles Lamont (1938)
- Scouts to the Rescue, regia di Alan James e Ray Taylor (1939)
- Mystery Plane, regia di George Waggner (1939)
- Stunt Pilot, regia di George Waggner (1939)
- Range War, regia di Lesley Selander (1939)
- Sky Patrol, regia di Howard Bretherton (1939)
- Danger Flight, regia di Howard Bretherton (1939)
- La rivolta del Messico (The Mad Empress), regia di Miguel Contreras Torres (1939)
- L'ora fatale (The Fatal Hour), regia di William Nigh (1940)
- Give Out, Sisters, regia di Edward F. Cline (1942)
- Bermuda Mystery, regia di Benjamin Stoloff (1944)
- Mademoiselle Fifi, regia di Robert Wise (1944)
- G 2 servizio segreto (Betrayal from the East), regia di William Berke (1945)
- Wanderer of the Wasteland, regia di Wallace Grissell e Edward Killy (1945)
- Il vampiro dell'isola (Isle of the Dead), regia di Mark Robson (1945)
- Fantasma vivo (Man Alive), regia di Ray Enright (1945)
- A Game of Death, regia di Robert Wise (1945)
- The Falcon's Alibi, regia di Ray McCarey (1946)
- Ding Dong Williams, regia di William Berke (1946)
- Manicomio (Bedlam), regia di Mark Robson (1946)
- Step by Step, regia di Phil Rosen (1946)
- Vacation in Reno, regia di Leslie Goodwins (1946)
- The Falcon's Adventure, regia di William Berke (1946)
- Frontiere selvagge (Trail Street), regia di Ray Enright (1947)
- Morirai a mezzanotte (Desperate), regia di Anthony Mann (1947)
- Fiamme sulla Sierra (Thunder Mountain), regia di Lew Landers (1947)
- Il mistero delle sette chiavi (Seven Keys to Baldpate), regia di Lew Landers (1947)
- Riff-Raff - L'avventuriero di Panama (Riff-Raff), regia di Ted Tetzlaff (1947)
- Under the Tonto Rim, regia di Lew Landers (1947)
- Wild Horse Mesa, regia di Wallace Grissell (1947)
- Western Heritage, regia di Wallace Grissell (1948)
- La casa dei nostri sogni (Mr. Blandings Builds His Dream House), regia di H.C. Potter (1948)
- Domani saranno uomini (Fighting Father Dunne), regia di Ted Tetzlaff (1948)
- Guns of Hate, regia di Lesley Selander (1948)
- Gli avvoltoi (Return of the Bad Men), regia di Ray Enright (1948)
- Son of God's Country, regia di R.G. Springsteen (1948)
- Smoky Mountain Melody, regia di Ray Nazarro (1948)
- Alaska Patrol, regia di Jack Bernhard (1949)
- Ho ritrovato la vita (Impact), regia di Arthur Lubin (1949)
- La legge di Robin Hood (Rimfire), regia di B. Reeves Eason (1949)
- Post Office Investigator, regia di George Blair (1949)
- Horsemen of the Sierras, regia di Fred F. Sears (1949)
- La seconda moglie (The Second Woman), regia di James V. Kern (1950)

### Televisione
- Sugarfoot – serie TV, episodi 1x09-4x01 (1958-1960)
- Broken Arrow – serie TV, episodio 2x17 (1958)
- Colt .45 – serie TV, episodio 1x15 (1958)
- General Electric Theater – serie TV, episodio 6x23-9x10-9x20-10x06 (1958-1961)
- Studio One – serie TV, episodio 10x39 (1958)
- Cimarron City – serie TV, episodi 1x01-1x03-1x07 (1958)
- Manhunt – serie TV, episodio 2x10 (1960)
- Laramie – serie TV, episodio 2x05 (1960)
- Acapulco – serie TV (1961)
- Carovane verso il West (Wagon Train) – serie TV, episodio 4x16 (1961)
- The Barbara Stanwyck Show – serie TV, episodio 1x23 (1961)
- Il carissimo Billy (Leave It to Beaver) – serie TV, episodio 4x37 (1961)
- The Deputy – serie TV, episodio 2x37 (1961)
- Tales of Wells Fargo – serie TV, episodio 6x16 (1962)
- The Adventures of Ozzie and Harriet – serie TV, episodio 12x02 (1963)

## Attività teatrale
- Lightnin' di Winchell Smith e Frank Bacon (26 agosto 1918 - 27 agosto 1921)[2]
- Spite Corner di Frank Craven (25 settembre 1922 - gennaio 1923)[2]
- The Disenchanted di Harvey Breit e Budd Schulberg (3 dicembre 1958 - 16 maggio 1959)[2]